# Longitarsus scutellaris
Longitarsus scutellaris es una especie de insecto coleóptero de la familia Chrysomelidae. Fue descrita científicamente en 1874 por Rey.